# عبر الكون
عبر الكون (بالإنجليزية: Across The Universe)‏ هو فيلم موسيقي أمريكي. يحتوي هذا الفيلم على 33 مؤلفة لفرقة البيتلز. ترشح هذا الفيلم للفوز بجوائز اوسكار وغولدن غلوب.

## وصلات خارجية
- الموقع الرسمي
- عبر الكون على موقع IMDb (الإنجليزية)
- عبر الكون على موقع ميتاكريتيك (الإنجليزية)
- عبر الكون على موقع روتن توميتوز (الإنجليزية)
- عبر الكون على موقع نتفليكس (الإنجليزية)
- عبر الكون على موقع قاعدة بيانات الأفلام العربية
- عبر الكون على موقع ألو سيني (الفرنسية)
- عبر الكون على موقع Turner Classic Movies (الإنجليزية)
- عبر الكون على موقع أول موفي (الإنجليزية)
- عبر الكون على موقع بوكس أوفيس موجو (الإنجليزية)
- عبر الكون على موقع فيلمافينيتي (الإسبانية)